# 하토야마 뉴타운

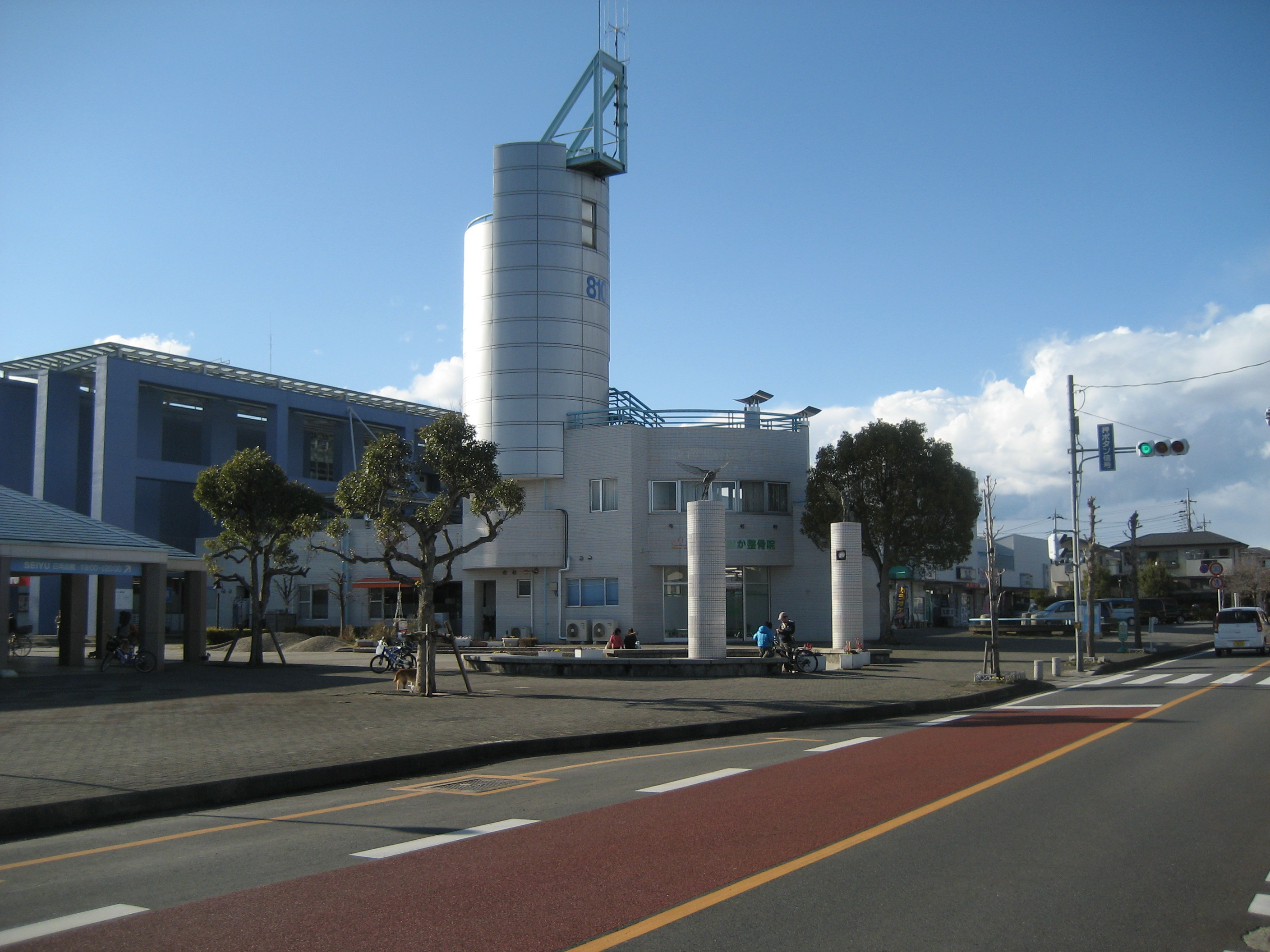
하토야마정 동부출장소 부근.

하토야마 뉴타운(鳩山ニュータウン)은 사이타마현 히키군 하토야마정 일대에 놓인 뉴타운이다.

## 개요
1971년부터 일본 신도시 개발 촉진법(2003년 8월 특별 청산 상태)에 의거하여, 이와도노 구릉 일대에 도쿄권의 베드타운으로 육성시켜서 개발된 뉴타운이기도 하며, 1974년(쇼와 49년)부터 1997년(헤이세이 9년)까지 24년 동안 분양된 가구수만 하여도 무려 3,252세대의 주택이 조성되었고, 거주하게 되어 있는 인구수는 7,263명으로 웬만하면 한국의 지방도시에 속한 읍 지역과 비슷한 규모를 가지고 있다. 그리고 산간부에 조성되어 있는 남측 지역을 제외하더라도 거의 평평한 지형으로 이루어져 있다. 그래서 1970년대에는 주로 남동쪽에 분양 물량이 집중되어 있고, 1980년대에는 주로 서쪽 지역에 집중되어 있으며, 1990년대 같은 경우 최종 단계로 완성시키는 시점에는 고급 주택이 선보였던 것으로 드러난다. 고급주택이 선보인 1990년대에는 마쓰인자카 지구 일대까지 완벽하게 조성되면서 3단계에 걸친 뉴타운 조성이 사실상 마무리되었던 것으로 드러나고 있다. 관리자는 본래부터 신도시 리빙이 전담되었으나 훗날 홈라이프 관리㈜에서 전담되고 있다.

## 특이 사항
해당 뉴타운에 들어서 있는 주거 시설들은 대개 최고 높이 2층까지 올라온 단독주택을 중심으로 조성되어 있다. MBC TV의 구해줘! 홈즈와 같은 프로그램에 나오는 특이한 단독주택과 비슷한 주거 시설이 주류를 이루는 것으로 보인다.

## 같이 보기
- 신도시
- 하토야마정
- 다카사카 뉴타운(일본어판)